# Ioan Bogdan
Ioan Bogdan (n. 25 iulie 1864, Șcheii Brașovului, Imperiul Austriac – d. 1 iunie 1919, București, România) a fost un lingvist, filolog și istoric român, autorul unor studii referitoare la limba documentelor slavo-române și creator al filologiei slavo-române.

## Biografie
A absolvit liceul în Brașov și studiile universitare la Școala Superioară din Iași. Licențiat în litere, a studiat limbile slave la Viena, Petersburg și Cracovia. La 20 iunie 1892 a fost numit profesor la Facultatea de Litere a Universității din București, unde a fost decan în: 1898, 1900, 1902, 1904, 1906, 1909, 1910 și 1912. A fost membru al Societății de Istorie și Antichități din Moscova.
La 31 martie 1892 a fost ales membru corespondent al Academiei Române, iar la 29 martie 1903 a fost numit membru titular. Ioan Bogdan a fost vicepreședinte al Academiei Române de două ori (prima dată între 25 mai 1910 - 25 mai 1913 și a doua oară între 28 mai 1916 - 1 iunie 1919).

## Opera științifică
Desfășoară o fecundă și asiduă activitate de cercetare, descoperind numeroase manuscrise slavo-române: Analele de la Putna, Cronicile lui Macarie, Eftimie și Azarie, Codicele de la Tulcea. Opera sa, axată în principal pe studierea istoriei poporului român și a culturii sale în Evul Mediu, se adresează în aceeași măsură istoricului, filologului și lingvistului. Studiile sale, ample comentarii privind probleme și fapte de limbă, se opresc în special asupra lexicului documentelor slavo-române. (Glose române într-un manuscript slavon din secolul al XVII-lea: Un lexicon slavo-român din secolul al XVII-lea). Contribuie la elaborarea primului regulament unic al facultăților de litere și filosofie din țară (1897).

## Glosele Bogdan
Ioan Bogdan a găsit aceste glose, în anul 1890, într-un manuscris prezentat cu ocazia unei expoziții de la Moscova. Manuscrisul reproduce o versiune slavonă a Sintagmei lui Matei Vlastaris. Ca marginalii, pe paginile manuscrisului, sunt scrise 662 de glose în limba română și vreo 70 în limba slavonă. Ele au primit denumirea de „glosele Bogdan”. Cel mai frecvent, glosele cuprind unul sau două cuvinte, rar o propoziție sau o frază, prin care se glosează (traduc sau explică) cuvinte din textul Sintagmei. 
Textul slavon a fost datat, de Magdalena Georgescu, (care l-a editat în 1982) pe baza filigranelor hârtiei, între 1516 și 1536, iar de R. Constantinescu, la cca 1520.
Nu există în manuscris nici o datare a momentului scrierii gloselor. Există indicii că glosele au fost scrise după scrierea textului slavon, și nu concomitent cu acesta, cum considera R. Constantinescu. Ca urmare s-a considerat că ele au putut fi scrise, cu aproximație, după 1516/1531 și înainte de 1616/1631, deoarece prezintă fenomenul de rotacism, cu ultima atestare în această vreme. Ioan Bogdan a apreciat – pe baza caligrafiei și a particularităților lingvistice – că glosele au fost scrise la Mănăstirea Neamț, sau la altă mănăstire din nordul Moldovei. La această opinie s-a raliat și Magdalena Georgescu. Alexandru Rosetti sugerase ideea unei localizări în nordul Transilvaniei sau în Maramureș. Se presupune că glosele au fost scrise de un călugăr sau cleric ortodox, cu scopul de a ușura înțelegerea textului slavon. Ele au interesat, deoarece un manuscris slavon, copiat probabil în sec. al XVII-lea, găsit de R. Constantinescu tot la Moscova, le reproduce direct. Ion Gheție și Alexandru Mareș plasează „glosele Bogdan” între scrierile de drept ecleziastic, și anume ca texte literare originale.

## Lucrări publicate
- Vechile cronici moldovenești până la Ureche (1891)
- Cronici inedite atingătoare de istoria românilor
- Cronica lui Manases. Traducere medio-bulgară făcută pe la 1350
- Însemnătatea studiilor slave pentru români
- Românii și bulgarii. Raporturile culturale și politice între aceste două popoare
- Vlad Țepeș și narările germane și rusești asupra lui (1896)
- Luptele românilor cu turcii. Cultura veche română (1898)
- Originea voievodatului la români (1902)
- Istoriografia română și problemele ei actuale
- Despre cnejii români (1903)
- Letopisețul lui Azarie (1909)
- Documentele lui Ștefan cel Mare (2 volume - 1913)
- Album paleografic moldovenesc. Documente din secolele al XIV-lea, al XV-lea și al XVI-lea